# ハンドボールルーマニア代表
ハンドボールルーマニア代表はルーマニアハンドボール連盟(FRH)によって編成されるルーマニアのハンドボールナショナルチームである。

## 成績

### オリンピック
- 銀メダル
  - 1976年
- 銅メダル
  - 1972年
  - 1980年
  - 1984年

### 世界選手権
- 優勝
  - 1961年、1964年、1970年、1974年
- 3位
  - 1967年、1990年